# Хлопотнова, Елена Ивановна
Елена Ивановна Хлопотнова (род. 4 августа 1963, Усть-Каменогорск), в девичестве Стецюра, в первом браке Коконова — советская и украинская легкоатлетка, специалистка по прыжкам в длину. Выступала за сборные СССР и Украины по лёгкой атлетике в 1985—1999 годах, обладательница серебряной и бронзовой медалей чемпионатов Европы в помещении, бронзовая призёрка Универсиады, многократная победительница и призёрка первенств национального значения, действующая рекордсменка Казахстана в прыжках в длину в закрытых помещениях. Мастер спорта СССР международного класса.

## Биография
Елена Стецюра родилась 4 августа 1963 года в городе Усть-Каменогорске Казахской ССР.
Начала заниматься лёгкой атлетикой в 1973 году, тренировалась в Алма-Ате и позднее в Харькове, выступала за добровольные спортивные общества «Трудовые резервы» и «Спартак».
Впервые заявила о себе в прыжках в длину на взрослом всесоюзном уровне в сезоне 1984 года, когда на чемпионате СССР в Донецке с лучшим результатом в истории чемпионатов 7,09 превзошла всех соперниц и завоевала золотую медаль.
В 1985 году на зимнем чемпионате СССР в Кишинёве прыгнула на 7,17 метра, превзойдя мировой рекорд и уступив всего семь сантиметров своей соотечественнице Галине Чистяковой, ставшей здесь новой рекордсменкой мира в закрытых помещениях. На летнем чемпионате СССР в Ленинграде была лучшей с результатом 7,12. Позднее на соревнованиях в Алма-Ате установила ныне действующий национальный рекорд Казахстана в прыжках в длину на открытом стадионе — 7,31 метра (второй результат мирового сезона после 7,44 немки Хайке Дрекслер). Попав в состав советской сборной, принимала участие в матчевой встрече со сборной США в Токио, где так же заняла первое место в своей дисциплине.
В 1986 году победила на зимнем чемпионате СССР в Москве, взяла бронзу на чемпионате Европы в помещении в Мадрид.
На чемпионате СССР 1987 года в Брянске была третьей.
В 1988 году получила серебро на зимнем чемпионате СССР в Волгограде, заняла пятое место на чемпионате Европы в помещении в Будапеште.
В 1990 году уже под фамилией Хлопотнова одержала победу на зимнем чемпионате СССР в Челябинске, тогда как на чемпионате Европы в помещении в Глазго стала серебряной призёркой позади Галины Чистяковой.
В 1991 году на чемпионате страны в рамках X летней Спартакиады народов СССР в Киеве выиграла бронзовую медаль. Будучи студенткой, представляла Советский Союз на Универсиаде в Шеффилде, где так же взяла бронзу.
После распада СССР продолжила спортивную карьеру в составе украинской национальной сборной. Так, в 1993 году представляла Украину на чемпионате мира в Штутгарте, где в финале стала четвёртой.
В 1994 году заняла 12-е место на чемпионате Европы в Хельсинки.
В 1995 году показала 11-й результат на чемпионате мира в Гётеборге, завоевала серебряную награду на Всемирных военных играх в Риме.
В 1996 году закрыла десятку сильнейших на чемпионате Европы в помещении в Стокгольме.
В 1997 году среди прочего была восьмой на чемпионате мира в помещении в Париже.
В 1998 году стала чемпионкой Украины в прыжках в длину в помещении и на открытом стадионе. На чемпионате Европы в помещении в Валенсии заняла итоговое седьмое место.
В 1999 году отметилась выступлением на Всемирных военных играх в Загребе, здесь добавила в послужной список серебряную награду, выигранную в прыжках в длину.
Завершила спортивную карьеру по окончании сезона 2000 года.